# Casa de Leyen

Escudo de armas.

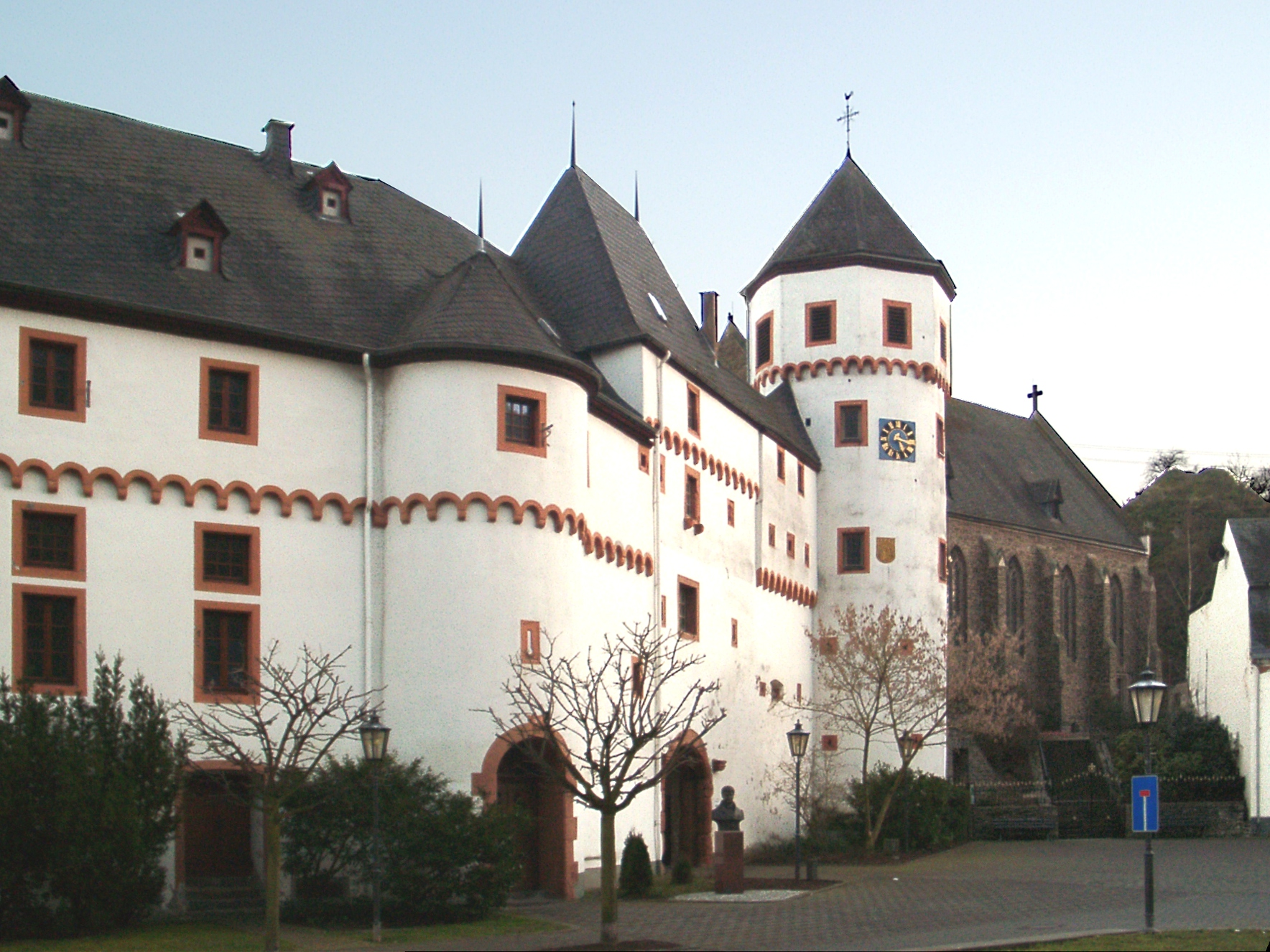
Sede original de la familia, Schloss Gondorf.

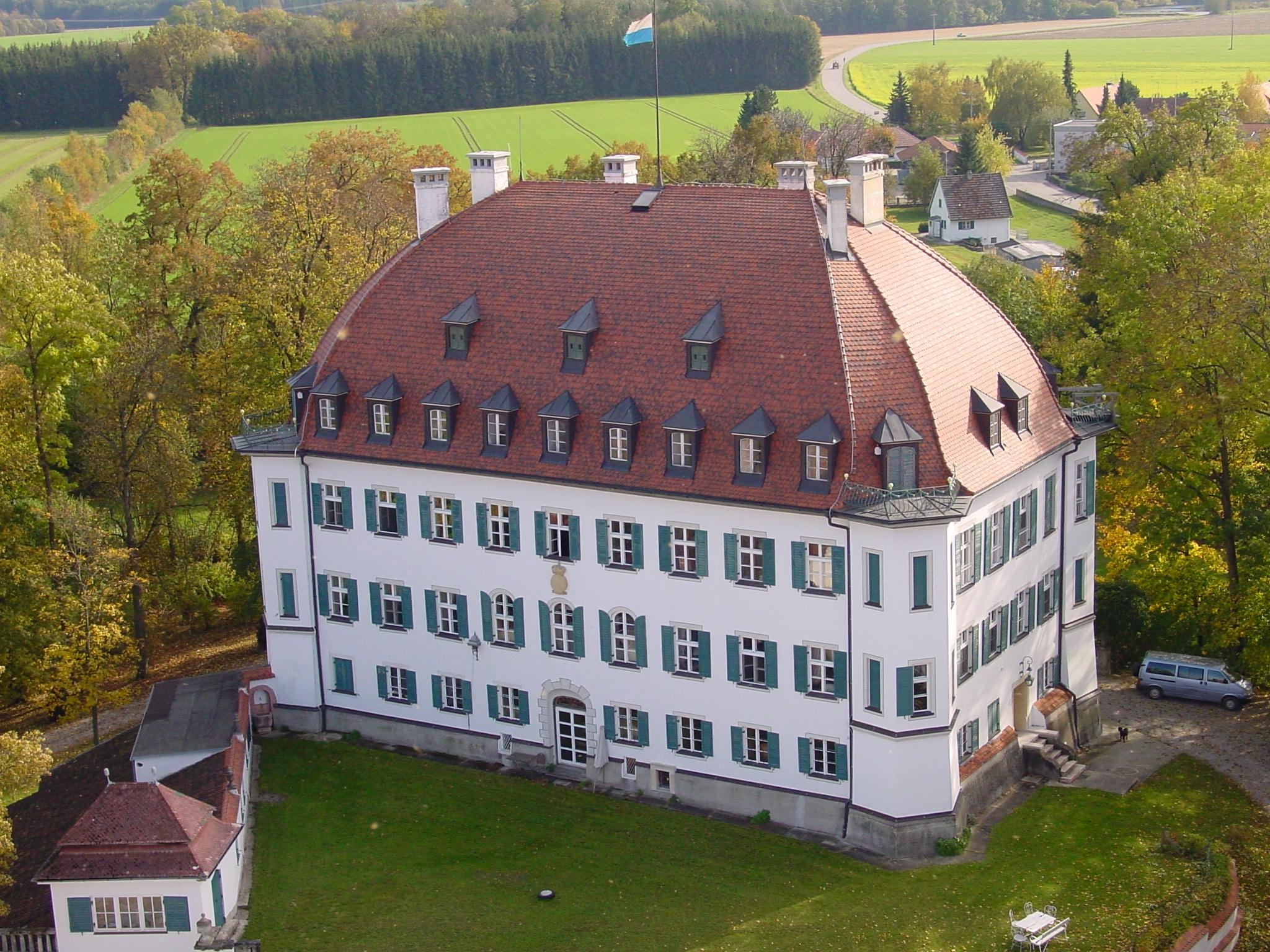
Castillo de Waal, Baviera, sede familiar desde 1820.

La Casa de Leyen (en alemán: Haus von der Leyen) es una antigua familia alemana perteneciente a la alta Nobleza, cuyo origen puede ser trazado hasta mediados del siglo X.
Originariamente, al familia poseía propiedades en la zona del Mosela y recibía el nombre de Petra por su castillo en Gondorf (Cunthereve). Desde el siglo XIV se ha llamado von der Leyen y sus miembros desempeñaron el cargo hereditario de senescales del Electorado de Tréveris. Fueron también dueños de Adendorf cerca de Bonn, Leiningen en el Hunsrück, el Señorío de Arenfels y St. Ingbert.
Con anterioridad a 1660, Hugo Ernesto (de la línea Leyen-Adendorf) se convirtió en Señor de Blieskastel y, en 1657, fue ascendido a barón imperial (en alemán: Reichsfreiherr) de Leyen. Además de sus dispersos territorios la familia adquirió los señoríos de Burresheim y Blieskastel antes de 1660, donde construyeron una residencia alrededor de 1760. En 1697 Carlos Gaspar recibió el Condado de Hohengeroldseck como feudo de Austria. En 1711 fue ascendido a conde Imperial (en alemán: Reichsgraf) de Leyen. Aun cuando la mayoría de los territorios del condado fueron capturados por Napoleón, el Reichsgraf Philipp Franz fue capaz de retener Geroldseck. Con su entrada en la Confederación del Rin en 1806, se le fue ascendido el título de Reichsgraf a príncipe (en alemán: Fürst) de Leyen. El hermano de su madre era Karl Theodor von Dalberg que llegaría a ser Príncipe Primado de la Confederación del Rin y Gran Duque de Fráncfort. En 1819 las posesiones del principado fueron mediatizados por el estado de Baden, aunque el título de la casa todavía es, nominalmente, von der Leyen.
Dos miembros de la familia llegaría a ser Arzobispos de Tréveris:
- 1556-1567 Príncipe Elector Johann von der Leyen
- 1652-1676 Príncipe Elector Karl Kaspar von der Leyen-Hohengeroldseck

Y un Arzobispo de Maguncia:
- 1675-1678 Príncipe Elector y Archicancieller del Sacro Imperio Roman Damian Hartard von der Leyen-Hohengeroldseck

Erwein Otto Philipp Prince von der Leyen (1894-1970), murió sin descendencia masculina, pero dejó su título y propiedades a su nieto, el Barón Philipp Erwein von Freyberg zu Eisenberg (nacido 1967), actualmente VII príncipe von der Leyen und zu Hohengeroldseck. El actual jefe de la familia, el Príncipe Philipp-Erwein IV, desciende, entre otros, de Federico II Hohenstaufen, Vsévolod I de Kiev, Hugo Capeto, Erico el Victorioso, Harold Godwinson y de los papas Julio II y Paulo III.
Los miembros de la Casa de Leyen tienen derecho a recibir el tratamiento formal de su Alteza Serenísima.